# Champions Shoot (Live London '77)
Champions Shoot (Live London '77) es un bootleg en vivo de la banda británica Queen. El álbum fue publicado sólo en Japón como un lanzamiento de edición limitada.

## Sobre el álbum

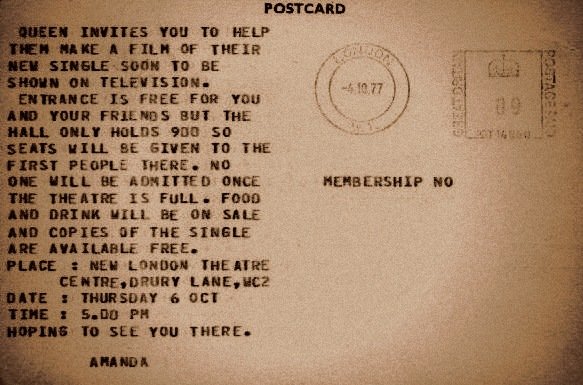
Un anuncio de la banda invitando a las personas a participar en el rodaje del videoclip para su nuevo sencillo, "We Are the Champions".

El día 6 de octubre de 1977, Queen filmó un video promocional para su próximo sencillo, "We Are the Champions" junto con el club de fans de Queen en el New London Theatre. Después de terminar con la grabación del video, la banda tuvo una inesperada presentación, con una audiencia de 900 personas. Está fue la última vez que la banda interpretado "See What a Fool I've Been", canción originalmente publicado como lado B del sencillo "Seven Seas of Rhye".

## Lista de canciones
| Lista de canciones de Champions Shoot |                             |          |  |
| N.º                                   | Título                      | Duración |  |
| 1.                                    | «Tie Your Mother Down»      | 3:58     |  |
| 2.                                    | «Keep Yourself Alive»       | 4:16     |  |
| 3.                                    | «Somebody to Love»          | 6:08     |  |
| 4.                                    | «White Man»                 | 4:43     |  |
| 5.                                    | «Vocal Improv»              | 3:55     |  |
| 6.                                    | «The Prophet's Song»        | 2:09     |  |
| 7.                                    | «Liar»                      | 8:17     |  |
| 8.                                    | «Bohemian Rhapsody»         | 2:07     |  |
| 9.                                    | «Now I'm Here»              | 4:54     |  |
| 10.                                   | «Jailhouse Rock»            | 8:23     |  |
| 11.                                   | «See What a Fool I've Been» | 4:52     |  |